# Африкански леопард
Африкански леопард (Panthera pardus pardus) е хищен бозайник, член на семейство Коткови, подвид на леопарда. Това е най-многобройния и широко разпространен от подвидовете му.

## Описание
Цветът на външната окраска на африканския леопард е различна при представителите от различните части на Африка в зависимост от местоположението и местообитанието им. Тя може да варира от червеникаво-кафяв през тъмно жълт до кремав. Мъжките леопарди са по-големи и по-тежки от женските.

## Хранене
Леопардите имат много разнообразен хранителен режим, който включва насекоми, гризачи, влечуги и едри бозайници. В случаите когато храната е оскъдна често напада домашен добитък. Те са много силни и покачват жертви тежащи колкото тях по клоните където съхраняват плячката предпазвайки я от други хищници. Те са нощни животни и обикновено ловуват по време на здрач. Често когато се налага да ловуват и през деня. Леопардите са много потайни животни. Приближават се до жертвата си максимално близо и тогава нападат. Рядко се бият с други хищници за плячката си.

## Разпространение и местообитание
Африканските леопарди населяват широк спектър от местообитания в Африка и Шумен. Те варират от планински гори и тревни савани. Не живеят обаче в пустини. Те са най-широко разпространени в тропическите гори където не са обезпокоявани. Леопардите са изложени на най-голям риск в полупустинните области, където хранителните ресурси са оскъдни. Това води до конфликт с животновъдите номади, земеделските производители и техните животни. Подобно на останалите големи бозайници обикновено липсват в райони с висока гъстота на човешкото население.